# Conker's Bad Fur Day
Conker's Bad Fur Day（コンカーズ・バッド・ファー・デイ）は、レア（現・Xbox Game Studios）発売のNINTENDO 64用ゲームソフト。

## 概要
1997年に同社が開発した『ディディーコングレーシング』の登場人物の1人であるアカリス「コンカー」を主人公とした3Dアクションゲーム。登場人物はいずれもディズニー風に二頭身に可愛らしく擬人化・デフォルメされた動物などだが、その内容は「暴力、下品、不潔、残酷なネタと汚らしい言葉遣い、ブラックジョークのオンパレード」である。
N64版は北米・欧州・豪州のみで発売された作品で、日本国内では発売されていない。が、Xbox One用ソフト「レアリプレイ」に本作が収録された事により、オリジナル版も実質国内発売となった。なお、レアが開発当初の全年齢対象にして発売予定していた「コンカーズクエスト(Conker's Quest)」は、日本でも任天堂から発売予定はあったが「Conker's Quest」自体がキャンセルとなった為、日本でも発売中止になっている。当初の「コンカーズクエスト」は、上記のような要素が特に見られない、健全かつ平和な普通の3Dアクションゲームとして開発されていた。
レア社は『Conker's Bad Fur Day』の発売後の2001年初頭にニンテンドー ゲームキューブでの発売予定で続編『Conker's Bad Fur Day 2: Other Bad Day』の開発に取り掛かっていた。 しかし、レア社は2002年にマイクロソフトに買収された為、ニンテンドーゲームキューブ用に開発していた『Conker's Bad Fur Day 2: Other Bad Day』の開発は中止となった。開発は中止され制作にはいたらなかったが続編のコンセプトアートや新ストーリーや新キャラクターなど考えていたと言う。

### 移植
2005年に、続編に当たるXbox用ソフト『コンカー: Live and Reloaded』が発売され、こちらは日本でも発売されている。1人用モードが本作のリメイク移植である。

### グラフィックとサウンド
本作はレア社によるN64での最後発のゲームであり、当時としては画期的なシステムが搭載されている。
- キャラの近くに着色光源を置いた、動的なシェーディング
- ドローディスタンスが非常に長く、遠景を霧でごまかさない（N64のゲームではほとんどない）
- 顔面のアニメーション

など、まだゲームの世界では珍しかったグラフィック技術を多数取り入れている。しかし、密度の高い描画により、フレームレートが低下する場面もある。
サウンドについて特筆すべきは、多種多様のボーカルトラックが収録されていることである。BGMの一部はRareware（レア社）のホームページで公開されている。

### システム
基本操作は3Dスティックで移動し、Aボタンでジャンプ、Bボタンで攻撃を行う。銃器類を持っている間はBボタンで出し入れ、Zトリガーで射撃。Aボタンでジャンプしている最中にもう一度Aボタンを押すことでホバリングが可能。
武器を構えていない場合は、Zボタンでしゃがむ。押しながら移動すれば、ほふく前進もできる。Zボタンを押しながらAボタンを押すことによりハイジャンプも可能である。
水面は3Dスティックで移動でき、Bボタンで潜水する。潜水中は3Dスティックで方向転換、Bボタンで前進する。
状況対応ボタンについて
シンプルな操作でありながら、ゲーム内で行うアクションは多彩である。そのため、状況に応じて頭上に電球が灯ることがあり、その時にBボタンを押せば状況に対応したアクションを行える。原則的に「B」と書かれたパッドの上で電球は灯るが、いきなり何も無い空中などで突然電球が灯る場合もある。幾つかの場所ではその時のアクションの説明を聞くことが出来るが、Lボタンを押しながらBボタンを押すことにより何度でも聞けるようになっている。
エネルギーとライフについて
コンカーのエネルギー（体力）は板チョコで表示されており、敵の攻撃や高所からの落下などでダメージを受けると減り、0になるとミスである。道中で手に入るチョコを拾うと回復でき、上限は6つまで（増やすことは出来ない）。
ライフ（残り人数）は最初は表示されていないが、初回のミスの時に残り人数についての説明イベントが入り、それ以降はコンカーの尻尾がステージのあちこちに配置され、それを取るとライフを増やせる。上限は99人までで、0になるとゲームオーバーになる。ただし要所要所でセーブされているため、ペナルティらしいペナルティは無い。
視点操作について
基本的にCボタンユニットで行う。C左右ボタンを押している間はカメラがその方向に回りこむ。C下ボタンを押している間は後方視点になる。
また、Rトリガーを押している間は主観視点で周囲を見渡せる他、銃器類を構えているならば狙い撃ちが可能になる。狙い撃ちの最中はCボタンの上下左右を押すことによって、サイドステップ（コンカーの向きを変えずに指定した方向への移動）が可能。

## ストーリー
コンカーはこの世界の王である。王なのでなんでも思い通りになるにもかかわらず機嫌はすこぶる悪い。こうなったのも、全て昨日の数々の出来事が原因だという。今からコンカーが語る「コンカーにとって最悪の一日」が、この物語である。
事の始まりは一昨日の夜のことだった。コンカーは同棲中の彼女「ベリー」に、「戦争に行く友人たちの壮行会に呼ばれたので遅くなる」と会場の飲み屋から電話をするが、彼女は留守番電話による居留守を使ってエアロビクスに夢中。その後しこたま飲まされ、泥酔状態で店を出たコンカーは家とは逆方向に歩いていってしまう。
その頃とある大きな城に住むパンサー大王は、兵士の注いでくれた好物のミルクを飲んでいた。それを飲み干したコップを置いた瞬間、テーブルが壊れてしまう。この事態にパンサー大王は機嫌を悪くするのだった。
翌朝、コンカーは目を覚ましたところ、そこはまったくの見知らぬ場所にいた。

### チャプター
ストーリーは大きく分けて9つのチャプターに分かれている（通しでプレイしている場合において区分けを意識する構造にはなっていない）。それぞれのチャプター内で場面毎に細かく分割されており、リプレイモードでは場面を指定してプレイできる。チャプターの邦題はXbox版のもの。
Chapter 1 Hungover（二日酔いの朝）
チュートリアル用のステージ。見知らぬ場所でひどい二日酔い状態で目を覚ましたコンカーは、かかしの「バーディ」と出会いゲームの操作を教わる。操作を覚えるステージのためダメージを受けることはない。
Chapter 2 Windy（風車の丘）
大きな風車が立っている風光明媚な野原であり、周囲のステージと比較すれば穏やかな場所だが、「ウンコ山」のような場所もあり、まともな世界とは言いがたい。ゲームに登場する多くのステージはここから行ける場所に配置されており、女王蜂など様々なキャラクターの頼みを聞きながら各所を回る。
Chapter 3 Barn Boys（納屋でも大冒険）
納屋とその周辺のエリア。納屋の中には、ペンキ缶のロンと刷毛のレグにいじめられているクマデのフランキーがいる。他にも大量の干し草がおりそれぞれは弱いが、彼らには強力な親玉がいる。
Chapter 4 Bats Tower（ニャン魚のお宝）
川に棲む「ニャン魚」から、「ブル魚」が守る金庫の中にある彼女らの財産を取り戻してくれと頼まれる。しかしニャン魚はコンカーの機嫌を損ねてしまう。
Chapter 5 Sloprano（恐怖の大王）
巨大な「ウンコ山」の内部に入り、ウンチ大王「Great Mighty Poo」と彼の歌をBGMにして戦う。ウンチ大王を水洗で流した後に開けた通路を抜けると、危険なディスポーザーが装備された下水道。これを切り抜けた先は、恐竜と原始人の国だった。
Chapter 6 Uga Buga（ウーガブーガ）
岩人間たちが支配する国だが、この土地は原始人達が勢力を広げていた。はからずも原始人たちの信頼を勝ち取ったコンカーは、ディスコの中で誘拐されたベリーと出会うが、助けられたはずのベリーの態度はコンカーの予想と大きく違っていた。
Chapter 7 Spooky（スプーキー）
コンカーは「Windy」の場所に戻ってくるが、気絶している内に夜になってしまっていた。死神から先祖の話を聞いたコンカーは、遺産目当てに先祖の屋敷を目指すが、待っていたのは大量のゾンビだった。屋敷に到着するも、先祖は吸血鬼になっており、計略によってコウモリの姿にさせられ、吸血鬼の養分になる村人を捕らえさせられた。何とかこれを打開するも、今度は殺された村人達がゾンビとなってコンカーに牙をむき始めた。
Chapter 8 It's War（クマリス戦争）
オープニングにて飲み屋で言った「戦争の壮行会を理由に帰りが遅くなる」の言い訳が皮肉にも現実となり、コンカーは邪悪なテディベア軍との戦争に行く羽目に。プライベート・ライアンをはじめとした映画のパロディが満載。両軍の兵士とも、Xbox版のデザインは『Live & Co』における過去のグラント兵種とほぼ同じ外見に変更されている。
Chapter 9 Heist（銀行強盗 そして…）
戦争から戻ったコンカーは「Uga Buga」で出会ったマフィアのボスに銀行強盗の任務を頼まれ、誘拐されていたベリーがパートナーとしてやって来る。2人は無事に任務を成功させ超大金持ちに。しかしそれはパンサー大王がコンカーをおびき寄せる為に、マフィアのボスと手を組んで仕組んだ罠であった。さらに事態は意外な結末を迎える。

## 登場キャラクター
主要キャラクターとサブキャラクターに分けて解説する。※のキャラクターはN64版での名称。

### 主要キャラクター
コンカー
本作の主人公のアカリス。本名「コンカー・リス」（Conker the Squirrel）。昔から両親には「真っ当な人生を歩むなら、酒や現金に溺れるな、公共の場所で立ち小便をするな、悪態をつくな」と言われていたが、聞き分けは悪く、すっかり素行が悪くなった。友人達と酒場で飲んだ末に泥酔状態で店を出た挙句、見知らぬ場所に迷い込み、帰宅しようとするが、道中でウンチ大王との戦いやクマ軍との戦争など多数の事件に巻き込まれ、最終的にはパンサー大王に代わる新たな王になるのだが、その代償はあまりにも大きかった。
ベリー （声：Louise Ridgeway（他の女性キャラ全員も担当））
本作のヒロインでコンカーの彼女。身長がコンカーの倍はあり、周囲からは「うまく行くはずの無いカップル」と言われている。始めは自宅でコンカーの帰りを待っていたが、岩人間に誘拐されたことがきっかけで今回の出来事に巻き込まれる事になる。終盤コンカーと和解し共に銀行強盗を成功させるが、パンサー大王の罠にはまりマフィアのボスに殺害され、死体は宇宙の彼方へ飛ばされた。コンカーはエイリアン撃破後に彼女を生き返らせようとしたが、プログラマーが居なくなっていたので出来なかった。恐らく、これがコンカーが大王になる代わりの大きな代償だと思われる。
パンサー大王
大きな城に住む黒豹の大王。おとぎ話に登場する人物と言われていたがなんと実在していた。年齢は300歳以上であり、かつて起こった「ミルク大戦」の頃から生きている。ミルクが好物。壊れたテーブルの修復にアカリス（コンカー）を必要としており、部下達にコンカー探しを命じる。強大な力を持つようだがゲーム中では見られない。終盤で後述のエイリアンが体内から飛び出す形で絶命し、その亡骸は宇宙の彼方へ飛ばされて行った。実は、部下達に嫌われているらしいけど、本人は気付いていない。Xbox版の『Live & Co』の未来のミッションではパンサー大王の亡骸が発見され、ミッションの結果によっては復活を果たす。
博士
体の一部が機械化したイタチのマッドサイエンティスト。両足が無く、浮遊する車椅子に乗っている。小心者で、背の低さがコンプレックス。発明品は体力回復アイテムの「無重力チョコレート」など変わり物ばかり。パンサー大王の部下だが非常に嫌っており、面従腹背で裏では数多く暴言を吐く。終盤にてパンサー大王の前でその邪悪な本性を表す。最後は宇宙空間へ飛ばされて命を落とした。Xbox版の『Live & Co』の過去のミッションに登場するクリプルスバック司令官とは同一人物であり、リス軍によって両足を失ったことが判明した（ミッションの結果によって見られる）。

### サブキャラクター

#### チャプター1
イタチの兵士
パンサー大王の側近でノッポとデブの2人組の兵士。パンサー大王の命でコンカー探しに奔走し始める。チャプター5でコンカーと初対面し、捕らえようとするもコンカーに簡単に騙され逃げられる。エンディングではパンサー大王の事を本心では好きでは無かった事を明かし、彼が死んだ事を心から喜んでいた。
バーディ
コンカーにBボタンの操作を教えてくれるかかし。変なものを飲むのが好き。チャプター2にも登場し、Bボタンのパチンコの操作が書いてあるマニュアルをキャッシュでくれるのだが、そのキャッシュはコンカーの元へ戻ってくる。
ガーゴイル
200年間柱の上にいてストレスがたまっている石像。油断した結果、N64版では橋から転落死し、Xbox版では転倒し、その衝撃で上から落ちて来た岩に潰された。

#### チャプター2
女王蜂
スズメ蜂に巣を盗まれたり旦那の浮気に困っている。不細工だが射撃の腕はなかなか。チャプター9では破壊された風車の残骸の下敷きになり死亡している。
スズメ蜂（ウェイン&ワンカーズ※）
リーダーのウェインを筆頭に攻撃的な性格をしており、女王蜂の宝である巣を何度も盗んでいる。逆らう者には徒党を組んで襲いかかる。
フンコロガシ
攻撃的な者が多いが、中にはウンコ山の中に店を構えており、ウンコ玉を作ってくれる協力的な者もいる。
牡牛
フンコロガシの店にある広場にいる黒い牡牛で性欲に満ち溢れている。赤いものが嫌いで、アカリスであるコンカーを見て興奮し突進し始める。最後は排水溝の下に落ちてしまった。
牝牛
牡牛とは逆に色気より食い気。プルーンジュースを飲んで下痢をしてしまい、排水溝の上でうずくまっていたところをコンカーを乗せた牡牛の突進に巻き込まれバラバラにされる。

#### チャプター3
ジャック
鉄のコンテナの男。妻は自分よりも大きい。近くをうろつくネズミのマービンの臭い息に困っている。
マービン
ジャックの近くをうろつくネズミ。臭い息を吐いてはジャックを困らせている。チーズが好物。チーズの食べ過ぎで破裂し骨だけ残るが、エンディングではツギハギだらけの状態で復活している。
バート
ジャックの知り合い。チーズを管理している。なぜかくすぐりバチを探している時にはいなくなっている。
フランキー
気は弱いが、いざ勇気を振り絞って戦うとその鋭い刃が強いクマデ。最初はコンカーを敵と見なして襲ってくるが、後に和解しコンカーと共にヘイボットと戦う。
エンディングではコンカーがパンサー大王を倒した事を聞き祝福している。
ロン
刷毛のレグと2人でつるみ、いつもフランキーをいじめているペンキ缶。自分の言った事を真似されるのが嫌い。
エンディングではコンカーがパンサー大王を倒したことで何故か祝福している。
レグ
ロンの相方の刷毛。ロンが言った事を真似する癖があり、そのたびに彼に怒られている。
エンディングではコンカーがパンサー大王を倒したことでロン同様、何故か祝福している。
ヘイボット
干し草達の親玉。正体は巨大ロボットで戦闘時にその姿があらわになる。コンカーはフランキーに乗った状態でこれと戦う。弱点は背中にある赤いスイッチ。
旦那蜂
女王蜂の夫。しかしヒマワリに浮気をしており、それにより女王蜂から追い出された。
ヒマワリ
旦那蜂の浮気相手である巨乳のヒマワリ。くすぐられるのが大嫌いで、コンカーもふさふさの尻尾が原因で嫌われてしまう。しかしくすぐりバチのおかげで笑顔になりコンカーの事を受け入れた。
くすぐりバチ
集団行動する小さな蜂の一種。刺すのではなく、くすぐるのが特徴。コンカーについてくる。

#### チャプター4
ニャン魚
猫の顔をした魚。いわゆるセレブ。庶民を危険な地域で使い走りにさせる事をなんとも思っていない。そのくせケチである。チャプター4の最後でブル魚に食い殺されるが、チャプター7で再登場している（生き残りか別の個体かは不明）。
ブル魚（ブルート※）
ブルドッグの頭をした魚。非常に獰猛。近づく者には誰彼かまわず牙をむく。始めはロープに繋がれているがチャプターの4の最後に自力でぶち切ってニャン魚達を食い殺しながら追いかけてくる。コンカーをも食おうとしたが、間一髪のところでかわされ壁に激突し、そのままめり込んで身動きが取れなくなってしまった。
歯車男（カール/クエンティン※）
二重人格の歯車。通常は荒くれ（カール）だが、ひっくり返すと紳士（クエンティン）になる。後にコンカーに連れ戻して来てもらった歯車レディ達の仕返しに遭う。
歯車レディ
歯車男と1組になっている3枚の歯車。彼女達はカールに迷惑をしていたが、コンカーの活躍により自由の身になり歯車男に仕返ししてバカンスに旅立った。エンディングではコンカーがパンサー大王を倒した事を聞き大急ぎで戻って来て祝福している。

#### チャプター5
ウンチ大王 （声：Chris Marlow）
歌がうまい巨大なウンコの怪物。好物はスイートコーンで弱点はトイレットペーパー。最後はコンカーに流され地の底へ消えていった。
スイートコーン
ウンコ山の洞窟内にいるウンチ大王の好物。ウンチ大王を呼ぶ為に必要な存在。また、ウンチ大王の歯の役目にもなっている（歌の最初の方でも口のところに刺しているのがわかる）。

#### チャプター6
原始人（ウーガブーガ）
邪神を崇拝する原人達。頭脳はイマイチだが、数が多く好戦的。通常の攻撃では倒すことは不可能。後に原始人の帽子のようなものをコンカーが付けることで、邪神の中を探検した事もあってか、コンカーを長だと思い、今度はコンカーを崇拝するようになる。スキンヘッドやモヒカン等の髪形をした不良のものもいて、普通の言葉を喋れる。　
岩人間
腕っ節の強い民族。本来彼らがここを支配している。原始人とは敵同士。通常の攻撃では倒すことは出来ずダメージを与えることすら不可能。また、ディスコの門番だと思われる岩人間もいる。
赤ちゃん恐竜
コンカーの温めた卵から孵った恐竜。コンカーを親と思い懐いてくるが最後はコンカーに利用される形で仕掛けの犠牲になってしまう。また、原始人を食べる。
マフィアのボス
この世界の岩人間達を統括しているマフィアのイタチ。原始人達の勢力拡大を快く思っていない。コンカーに一仕事として任務を与える。チャプター9でも登場し、その時は資金調達として銀行強盗をするよう頼んで来る。ベリーを銃で射殺する。エイリアンが登場したことにより、その場から逃亡してしまう。その後、生死は不明。
ポーリー（赤）/フランキー（青）/アリ（黄）/チーチョ（緑）
4色の縞シャツを着ているマフィアの団員。Xbox版では全員赤色で、服の区別は縞模様が異なる。このうちポーリー（赤）はマフィアのボスによってバットで殴られる仕置きを受けてしまう。なお、青（フランキー）はチャプター3に登場するクマデとは無関係である。
恐竜（ファンギー※）
原始人達を食べるのが大好きな、獰猛な肉食恐竜。初めはコンカーにも襲いかかるが、コンカーの催眠術によって利用される。最終的にコンカーに懐くがコンカーから用済みとされてしまう。それでも懐き続けるがコンカーが投げ出した原始人の骨を取りに行くよう投げ出されて球場から退場となった。
巨人
原始人の大ボス。恐竜と原始人の兵士たちを戦わせて楽しんでいる。体は大きいが、パンツを下ろされた時に周囲の反応は一変する。（コンカーが操縦する）恐竜に尻の皮を食い千切られたことでパンツが履けなくなり、下半身があらわになった恥ずかしさから壁を突き破って何処かへ逃げてしまった。
原始人の美女
巨人の愛人らしき金髪の美女。巨人より小柄だがコンカーから見ると遥かに巨体。コンカーに告白されるがあっさり断っている。

#### チャプター7
ミスター・バーレル
言葉を話す事が出来る樽。風車の丘でキャッシュを払う事でコンカーを上に乗せて転がってくれる。バチュラ伯爵の屋敷でも登場し、この時はタダで乗せてくれる。一定の場所まで辿り着くと破壊してしまう。
グレッグ
見た目の通り死神だが背が小さく声が高いため迫力がない。コンカーが初めて力尽きた時に「残機」の説明をしてくれる。死亡した経験がなければチャプター7で初登場。コンカーにアンデッドを倒す事が出来るショットガンを託す。
バチュラ伯爵
屋敷に住む初老の伯爵。普通は優しいのだが、先祖を誇りに思っており先祖の事を悪く言われると激昂する。
カウント・コンクラ
バチュラ伯爵の正体である吸血鬼。コンカーの先祖で300年生きている。血の飲み過ぎで太り、ぶら下がるための丸太に付いていたロープが切れて自らグラインダーの餌食となり死亡した。

#### チャプター8
リス軍の軍曹
リス軍を率いる軍曹。コンカーに道を切り開く任務を与え更に戦争に無理矢理参加させた張本人である。後に救助に駆けつける。
リス軍兵士
リス軍の兵士達。戦場に突入する直前に殺されたりと悲惨な目に遭っている者が多い。
暗黒部隊クマ軍
戦争で戦う敵軍の兵士。英名は「(Evil) Tediz」で、「テディ」と名が付いている通りテディベアをモチーフにしたもの。作り物でできた目などは普通のテディベアと同じだが、縫い目の出来具合やバランスが歪であり、性格も邪悪で歪んでいる。また「人工物」である点もテディベアと共通しており、博士の発明品である。基地の爆発によりクマ軍は全滅した模様。
N64版デザインの兵士は、Xbox版では「ミルク大戦」の頃の失敗作という設定になっている。
ロデント
コンカーの友達。この戦争を通して頑丈な防弾アーマーのテストをさせられている。テディベア軍の捕虜になっていたが、コンカーに救助され彼とともに行動する。エクスペリメントの攻撃を受けて死亡したかと思いきや気絶しただけであり、この試作品のアーマーのおかげでコンカーとともに戦争を生き延びた。チャプター9では戦場から風車の丘に吹き飛ばされそこでコンカーと再会する。
エンディングではコンカーがパンサー大王を倒したことで祝福している。
リトルガール（少女）/エクスペリメント（テディ）
クマ軍の基地の奥で待ち構えている。最初は少女だけが姿を見せ、基地に迷い込んでいたフリをしていたが、巨大テディのサイボーグ出現と同時に本性を現す。2人セットで暗黒部隊クマ軍のボスであり、少女が作戦を立ててテディが数々の兵器を使う。弱点は背中の開口部。

#### チャプター9
銀行の警備員
銀行全体を厳重に守っているイタチの警備員。チャプター9で戦う事になる敵である。
エイリアン（ハインリヒ）
本作の最終ボス。鋭い爪と牙を持つ非常に凶暴な宇宙人で、見た目は映画「エイリアン」に出てくるエイリアンにそっくり。全ての黒幕である博士が密かにパンサー大王の体内に寄生させる形で育てていた。大王の体をぶち破って誕生し、パワードスーツを装着したコンカーとラストバトルを繰り広げる。一度はコンカーをピンチに追い込むが、このゲームのプログラマーの手を借りたコンカーの逆転により倒された。

## 多人数プレイ
4人までの多人数プレイモード。分割画面での対戦となり、個人戦とチーム戦を合わせると7種のルールがある。人数が足りない分はコンピュータ操作に受け持ってもらう。Xbox版には移植されておらず、N64版のみのオリジナルである。
- 基本的なシステムについては、ホバリングが出来ない・カメラが後方視点にフォローされる以外は、操作方法・エネルギー・ライフ共にストーリーモードと共通。
- コンピュータの強さは5段階に設定が可能（INBRED < CRAP < NORMAL < BASTARD < EINSTEIN の順に強くなる）。
- プレイヤー数とコンピュータ操作数の調整が可能なため、ルールにもよるがコンピュータ操作キャラクターを入れずにプレイする事も可能。
- ルールによってはレーダーがあり、自分以外の相手の場所の確認ができる。基本的に他のプレイヤーを赤で表示するが、チーム戦の場合はチーム色で表示。
- ルールによっては複数のステージから舞台を選択することができる。
- 攻撃のための武器は通常持っておらず、ステージのどこかに色々と配置されているためにそれを拾う必要がある。ひとたび手にすれば弾数無制限である（ほとんどは一定数撃つたびにリロードが必要であり、倒されると失ってしまう）。手榴弾以外の武器は一度に一つしか使えないため、新しく武器を拾うと前に持っていた武器は無くなる。
- 手榴弾は最初から使用できるが、数に制限がある（補給可能）。
- 銃器類は狙撃モードだと、射程に原則制限が無くなり、どんな遠距離の敵にも届く。特に拳銃や狙撃銃などの連射に適さない銃は、狙撃モードだと撃った瞬間に着弾するため、狙いが合っていると弾を避けられない。
- ルールとステージによっては、持ち出せないが強力な固定兵器・トラップや、ステージ全体を攻撃する毒ガスなどがある。
- 体力回復アイテムは無いため、一度倒されて復帰する以外に体力回復方法は原則として存在しない。
- 倒された時の復活地点は、ルールにもよるが他の敵全員の場所を自動で割り出して最も遠い場所が指定される。そのため、特定の相手の復活地点に待ち伏せすることは難しい。
- 残り時間制限と残り人数制限はお互いに両立できず、どちらかを有限にするともう一方は自動的に無限となる。ルールによっては勝利スコアを設定可能で、これを満たした時点で強制勝利になる。
- この他にも攻撃の命中率・被弾回数・死亡数・敵撃破数・ヘッドショット数（特定の武器で敵の頭を撃つと一撃で倒せる）がそれぞれの参加者ごとに記録されており、これらはスコアが同数だった場合の判定のために使用され、厳正な判定で勝利者（もしくは勝利チーム）が決定される。

### DEATH MATCH
バトルロイヤル形式の個人戦。
ルール選択では頭蓋骨が描かれている。最もオーソドックスな対戦で、自分以外の相手はすべて敵となり互いに攻撃しあう。ステージ選択・キャラクター選択が幅広く可能で、中には性能の異なるキャラクターも一部にいる（チートの入力で追加も可能）。残り人数制の場合は、ストックが無くなった参加者から脱落していく。時間制の場合は、スコアが存在しないため基本的には判定のみで順位を決定する。
性能の異なるキャラクター
暗黒部隊クマ軍一般兵
小さく軽いので、高所からの落下に対して強い（通常が1ダメージならダメージなし、通常が即死なら1ダメージ）。
原始人
一部の者はローアングルから上を見上げる視点なので高所のスナイパーを見つけやすい反面、足元が見えにくいため複雑な地形の戦闘は苦手。
銀行の警備員
本編では終盤で銀行を警備する強敵であり、本編同様にヘッドショットの一撃死が効かない。
リス軍/クマ軍の軍曹
大きい体で体力もあるため、重い武器を使っても射撃の反動を防げる。
恐竜
武器こそ使えないが、大きな体躯から繰り出される攻撃はダメージが大きい。如何なる攻撃でも1ダメージしか受けない。高所からの落下にやや弱い。
縞シャツのマフィア
軽い手榴弾の代わりに重い爆弾を使用する。
これら独自の性能は、他のルールでも適用される。
選択可能なステージ
TOTAL WAR
同じ構造をした2つの基地が斜め前に向かい合うように建てられており、基地には見張り塔がある。反対側の基地への移動は、地上・丘と橋を経由・地下の3通りが可能。
COLORS
同じ構造をした2つの基地が正面に向かい合うように建てられており、基地には2か所の見張り塔の他に機銃が備えられている。2つの基地間のフィールドは坂になっている。
THE VAULT
銀行内部が舞台で、円状のフィールド。4か所の金庫と中央の大広間が通路で繋がっている。通路は2階層あり、大広間には狙撃に適した高台も用意されている。ほとんどの武器は出現場所がランダムであるため、他のステージでは入手に苦労するような強力な武器が手に入りやすい。各自最初からバット所持。
BUNKER
複雑な地下基地の内部がフィールドとなっており、備え付けの兵器やトラップが数多い。さらにフィールド自体が狭い通路メインという事もあり、待ち伏せや奇襲が起こりやすい。下層階にはトイレ部屋もあり、ここでは特殊な攻撃が可能になる代わりに武器が使用できなくなる。
TEMPLE
フィールド両端にある洞窟が、中央にある巨大遺跡によって繋がっているステージ。屋外だけでなく屋内や通路も広く作られている。全員手榴弾の代わりに爆弾を使用する。各自最初からバット所持。

### TANK
個人戦。戦車版バトルロイヤル。
使用するのは戦車。ステージは専用のマップが使われる。攻撃は通常弾が無制限に使用可能だが、本編と違って狙い撃ちは通常不可能である。アイテムによる移動面や攻撃面のパワーアップが可能だが、武器扱いのため一度に一種類しか装備できない。また、毒ガスを出撃基地に運べば5カウント（10秒）後に全体攻撃ができる（アイテムとは別に持つことができる）。戦車本体と砲身を2人のプレイヤーが協力して別々に分担するルールも設定可能。残り人数制の場合は、ストックが無くなった参加者から脱落していく。時間制の場合は、スコアが存在しないため基本的には判定のみで順位を決定する。

### RACE
個人戦。レースによる対決。
使用するのは高速のジェットボード。ステージは専用のマップが使われる。キャラクター選択も可能。各プレイヤーは棍棒による攻撃ができる（ダメージは与えられない）。さらにレースを手助けするアイテムが各所に登場し、タイムを競い合う。アイテムは武器扱いであり一度に1種類しか装備できない（棍棒は常時使用可能）。壁に激突するとダメージを受け、正面から強く激突したり体力が尽きてしまうと大破してしまう。ルール上残り人数が必ず有限になっており、ストックが尽きると強制的に脱落する。
プレイヤー参加は2人までしかできない。

### WAR
チーム戦。オーソドックスな対戦が2種類。
リス軍（緑チーム）と暗黒部隊クマ軍（赤チーム）に分かれて戦う。2つのステージから舞台の選択が可能で、ルールがそれぞれ異なる。残り人数制の場合は、ストックが無くなった参加者から脱落していくが、それがプレイヤーが操作しているキャラクターだった場合は残っている自チームのコンピュータ操作キャラをランダムに引き継げる。
TOTAL WAR
相手をできるだけ倒したチーム（もしくは生き残ったチーム）が勝ち。DEATH MATCHと同じだが、さらに毒ガスの使用が可能。毒ガスは敵陣に置いてある物のみ使用可能で、持ち出してから地下通路のシェルターにセットすることで5カウント（10秒）後にシェルター以外のフィールド全体を攻撃可能。カウントが始まると基地にあるガスマスクが使用可能となる（武器扱いのため持っている武器は失われる）が、これをかぶらないでガス攻撃を受けると即死。しかし毒ガス運搬中は歩くスピードが落ちジャンプもできず武器も使えない完全無防備。その上一度持ち出すと途中で置くことが出来なくなるため、無事に運びきるか途中で倒されるかのどちらかとなる。
COLORS
いわゆる「キャプチャー・ザ・フラッグ」であり、敵の陣地にある旗を奪って自陣に持ち帰った数で勝敗を競う。旗の運搬中は歩くスピードが落ちジャンプもできず武器も使えない完全無防備（置くことはできる）。自チームの旗を自分で持つことは不可能だが、敵に奪われた場合は持っている敵を倒して旗を一定時間放置することにより自チームの陣地に自動的に戻される。敵チームの旗を持ち帰ることによりポイントが入ると、両チームとも仕切り直し（武器リセット、体力全回復、全員自チームの基地に強制集合）となる。

### RAPTOR
チーム戦。原始時代の人間と恐竜による食料調達戦。
原始人（緑チーム）と恐竜（赤チーム）に分かれて戦う。ステージは「TEMPLE」が使われる。両軍の戦闘能力が異なるため、参加人数の制限がチームによって大きく異なる。単純に敵チームを倒してもいいが、原始人チームは敵陣にある卵を自陣の巨大フライパンに落とすことで、恐竜チームは原始人を噛み付きで倒したときにそれを自陣の子供恐竜に与えることで、更なるスコアアップが可能。残り人数制の場合は、ストックが無くなった参加者から脱落していくが、それがプレイヤーが操作しているキャラクターだった場合は残っている自チームのコンピュータ操作キャラをランダムに引き継げる。

### BEACH
チーム戦。攻防戦の要素を盛り込んだ脱走ゲーム。
亡命者と監視員に分かれて戦う。ステージは専用のマップが使われる。両軍の状況が異なるため、参加人数の制限がチームによって大きく異なる。亡命者は監視員の基地を通過することで、監視員は亡命者を倒すことで、それぞれスコアが入る。ゲームの性質上、残り人数は無制限。
亡命者は基地を通過するまでに時間制限があり、90秒以内にたどり着けないと強制死亡となる（CPU操作キャラクターには適用されない）。また、監視員の基地を爆破させるスイッチがフィールドに設置されており、これを押すことで基地が大爆発して亡命者側にスコアがさらに加算される（監視員は全員強制死亡）。
監視員は武器が使用可能だが、拾うのではなく部屋に入ることで自動的に装備される（1個につき1人しか使えない）。基地から出ることは不可能。

### HEIST
唯一の4チーム戦。最大8人が入り乱れる現金争奪戦。
マフィアの団員となり、どのチームが最も優れているかを競う。ステージは「THE VAULT」が使われる。チームは青・赤・黄・緑に色分けされ、1チームの人数は1-2人。足りない分は必ずCPU操作キャラクターが割り当てられるため、チーム数を減らしたりハンデをつけることは出来ない。
銀行がフィールドとなり、互いに攻撃しながら現金の入った袋を拾って自分の金庫に持ち帰った数でスコアを競い合う。ゲームの流れとしてはキャプチャー・ザ・フラッグに近い。袋の運搬中は走る速度が下がり、しかも武器が使えないため相手の標的になりやすい。袋は投げ捨てる事もできるが、その場合は袋が自動的に元あった場所に高速移動するため、途中で置いておくことはできない。倒されると持っていた武器をその場に落としてしまうので、武器自体の奪い合いも発生する。残り人数制の場合は、ストックが無くなった参加者から脱落していくが、それがプレイヤーが操作しているキャラクターであり自チームにコンピュータ操作キャラがいれば引き継げる。

## スタッフ
- プロジェクトリーダー・ゲームデザイン : Chris Seavor
- ゲームプレイソフトエンジニア : Mark Betteridge
- アーティスト総括・キャラクターデザイン : Don Murphy
- テクニカルソフトエンジニア : Chris Marlow,Tony Wong
- オーディオソフトエンジニア : Mike Currington
- カメラ・タスク : Shawn Pile
- エフェクト・ビジュアル : Andrew Davies
- 多人数プレイ製作・フロントエンド : Robert Harrison
- 背景・レイアウト : Dave Rose,Chris Seavor,Edward Sludden,Carl Tilley
- カットシーン : Andrew Betts
- カットシーン・3Dアニメーター : Declan Doyle,Aisling Duddy,Louise Ridgeway
- 音楽・サウンドデザイン・収録 : Robin Beanland
- カットシーン脚本 : Robin Beanland,Chris Seavor

## 余談
開発当初のゲームタイトルは「Conker's Quest」。『Conker Twelve Tales』としてE3にも出展された全年齢対象の64DD用3Dアクションゲームで、グラフィックも異なっており、コンカーの声も『ディディーコングレーシング』のものと同様であった。また「Conker's Quest」は日本でも発売が予定されていた。要素としては木を揺らすことで落ちてくる栗を獲得する事が出来、緑色のどんぐりもアイテムとして存在していた。攻撃技としてはアッパーカット、ヒップドロップなどがあり、本作に比べて標準で使えるアクションが多いものだった。また、ベリーのキャラクターデザインも大きく異なり、煌いた目や身長がコンカーと共通だった。なお、この世界観を引き継いだ作品が国内未発売のゲームボーイカラー専用ソフトである『Conker's Pocket Tales』として発売された。